# Galerías comerciales de Concepción

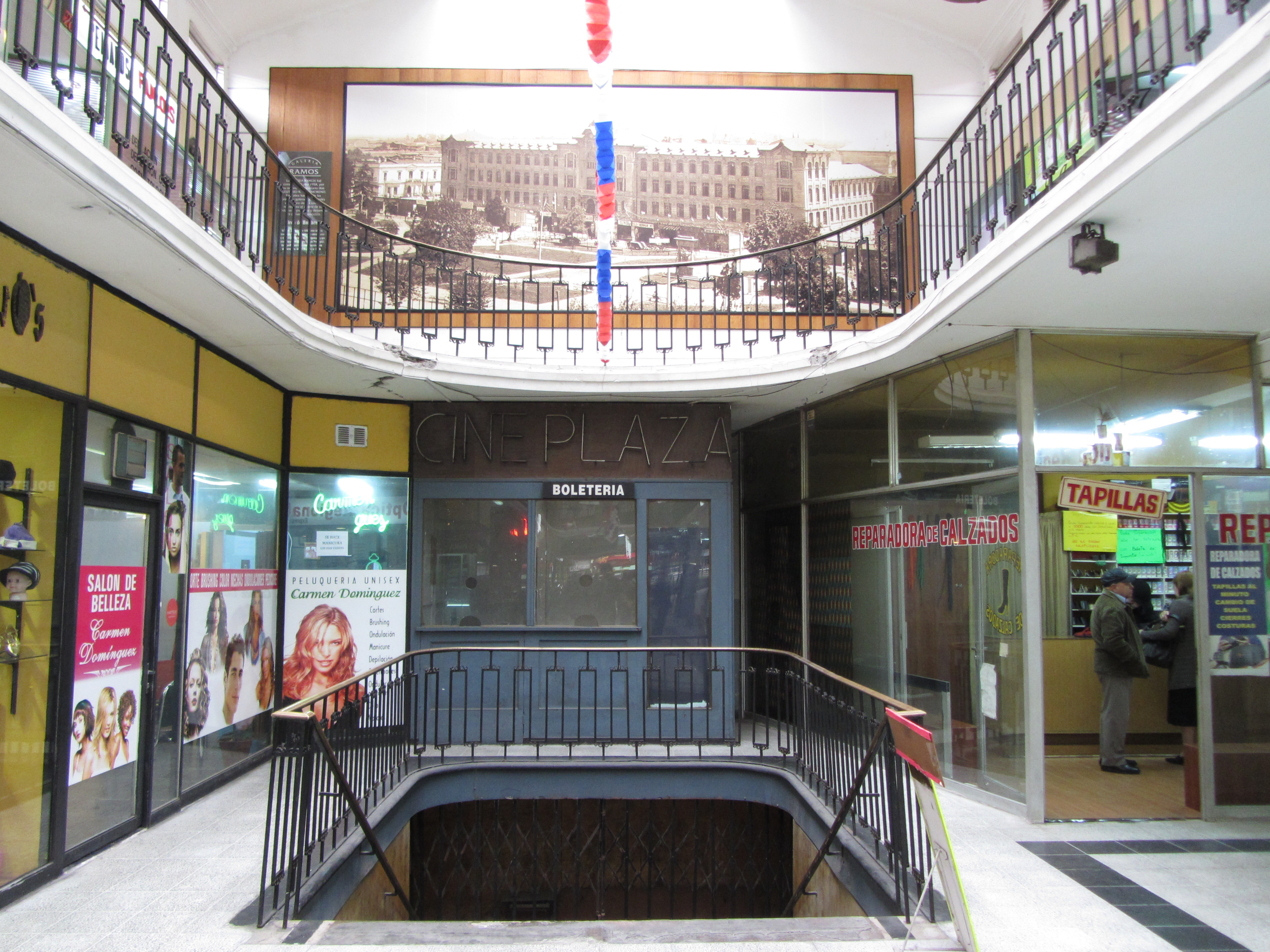
Boletería del ex Cine Plaza ubicado en la Galería Ramos, la cual conecta con la Galería Universitaria

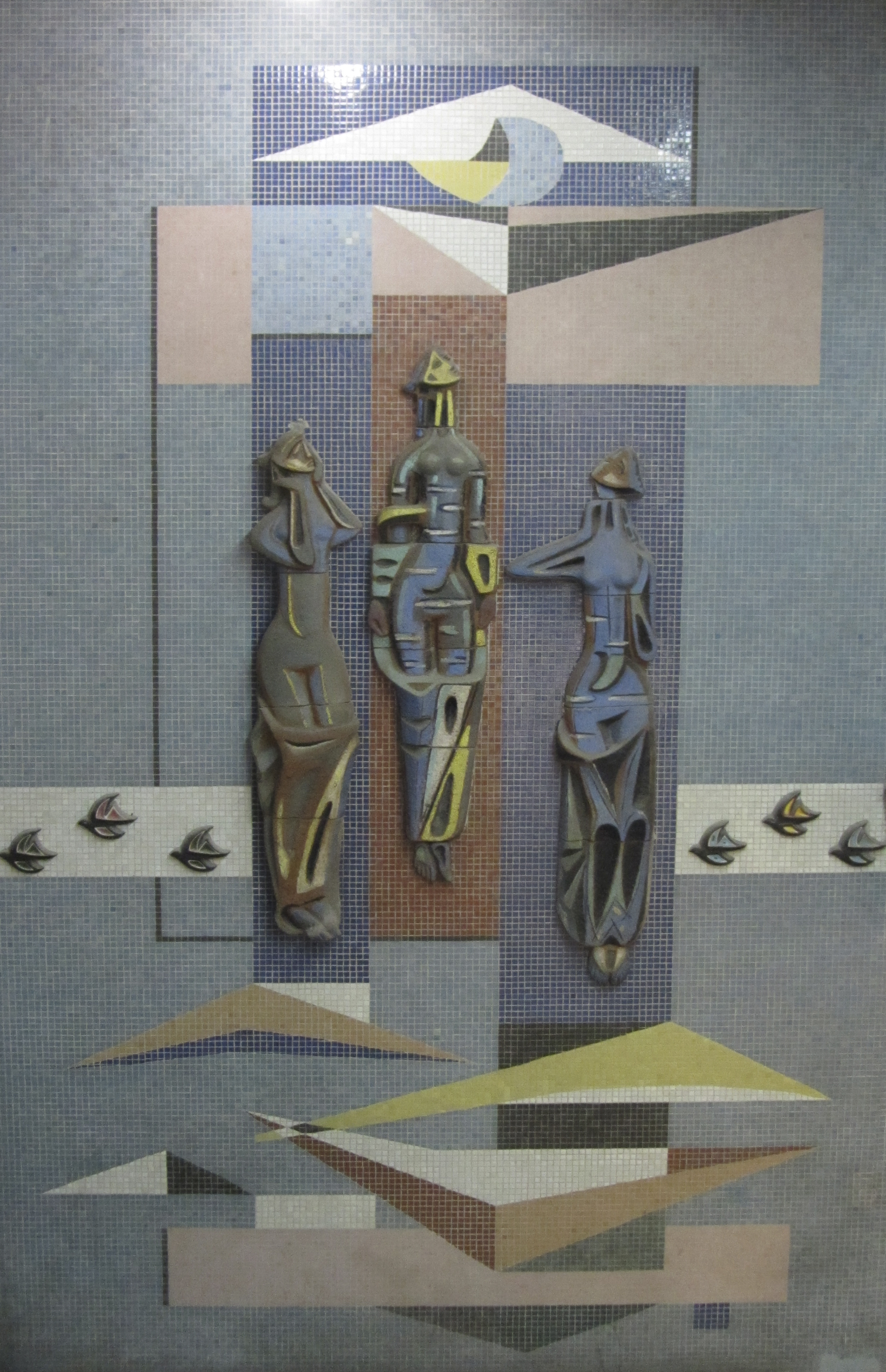
Obra Las Tres Pascualas (mayólica y mosaico, 1959) del artista Eugenio Brito (1928-1984), presente en el acceso del primer al segundo nivel de la Galería Universitaria, con entrada por la Calle Barros Arana, frente a la Plaza de la Independencia.

Las galerías comerciales de Concepción son vías públicas cubiertas que albergan el comercio de la ciudad chilena de Concepción para el tránsito peatonal en su centro urbano. Esta red de galerías conforma un bien urbano emblemático de la ciudad.
Según la ordenanza del Plan Regulador de Concepción del año 2000, las galerías se entienden como:

«Un espacio destinado exclusivamente al tránsito peatonal que acoge una actividad comercial, construida al interior de una manzana, con acceso a una vía pública.»
Plan Regulador de Concepción, 2000.

Por lo tanto, se trata de espacios públicos ubicados en propiedad privada.
Las galerías se ubican dentro del cuadrante conformado por las calles Maipú, Angol, San Martín y Tucapel, estando concentradas principalmente en las calles Freire, O'Higgins, Rengo y Castellón, aumentando su amplitud de acuerdo a un entramado de calles angostas, pasajes peatonales y marquesinas conectadas entre sí. Actualmente, la red de 44 galerías comerciales existentes supera los cuatro kilómetros de extensión, cubriendo 18.972 m² de superficie aproximada, distribuidos en 18 cuadras del centro de Concepción.[cita requerida] En total incluyen más de mil locales y una suma superior a los diez mil visitantes diarios.

## Uso

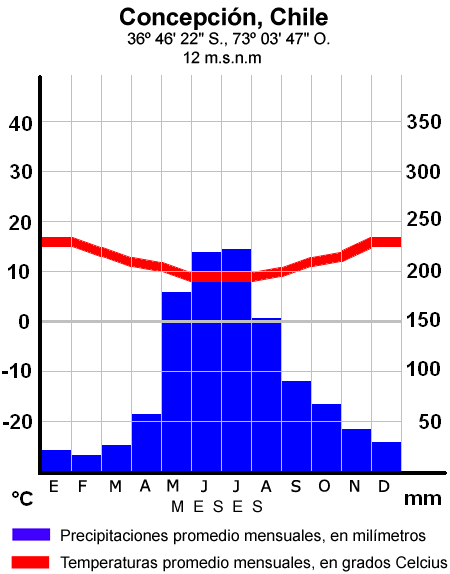
Las galerías protegen a los peatones de las lluvias y vientos. Si bien el clima de Concepción no es particularmente frío, sí llueve durante gran parte del año.

Las galerías comerciales penquistas se configuran como ampliación de las veredas de las calles interiores de las manzanas, lo que permite aumentar el espacio útil para la circulación en las cuadras evitando el tráfico vehicular y promoviendo al mismo tiempo la densificación del centro. Funcionan también como una alternativa a la circulación ya que permite un trayecto más corto en cuadras centrales sirviendo también como punto de reunión para los visitantes.
Además cumplen con una función de protección peatonal para las intensas lluvias y vientos que caen sobre la ciudad, así como para potenciar su actividad comercial. Todo lo anterior hace que aumente el valor del terreno.

### Rubro comercial
Desde sus inicios las galerías han tenido locales de diversos rubros comerciales. Sin embargo, históricamente han tenido una orientación mayoritariamente textil, destinada a la venta de vestuario. Más tarde se desarrollan cafés, restaurantes y cines. Entre estos últimos se pueden mencionar el Cine Windsor y el Cine Romano en sus galerías homónimas, el Cine Cervantes en la galería Irazabal, el Cine Regina en la galería Carlos Akel, el Cine Lido (actual Teatro Sala Dos) en la galería Iconsa o el Cine Plaza (antes llamado Cine Alcázar) en la galería Ramos, que a fines del siglo XX comienzan a desaparecer.
Actualmente albergan diferentes rubros como artículos de oficina tiendas de vestuario, librerías, cafés, etc.  
Existen galerías especializadas en diferentes áreas, como la Caracol, que se concentra en centros de estéticos y peluquerías. La galería Iconsa, en cambio, presta servicios relacionados con la oficina.

## Historia

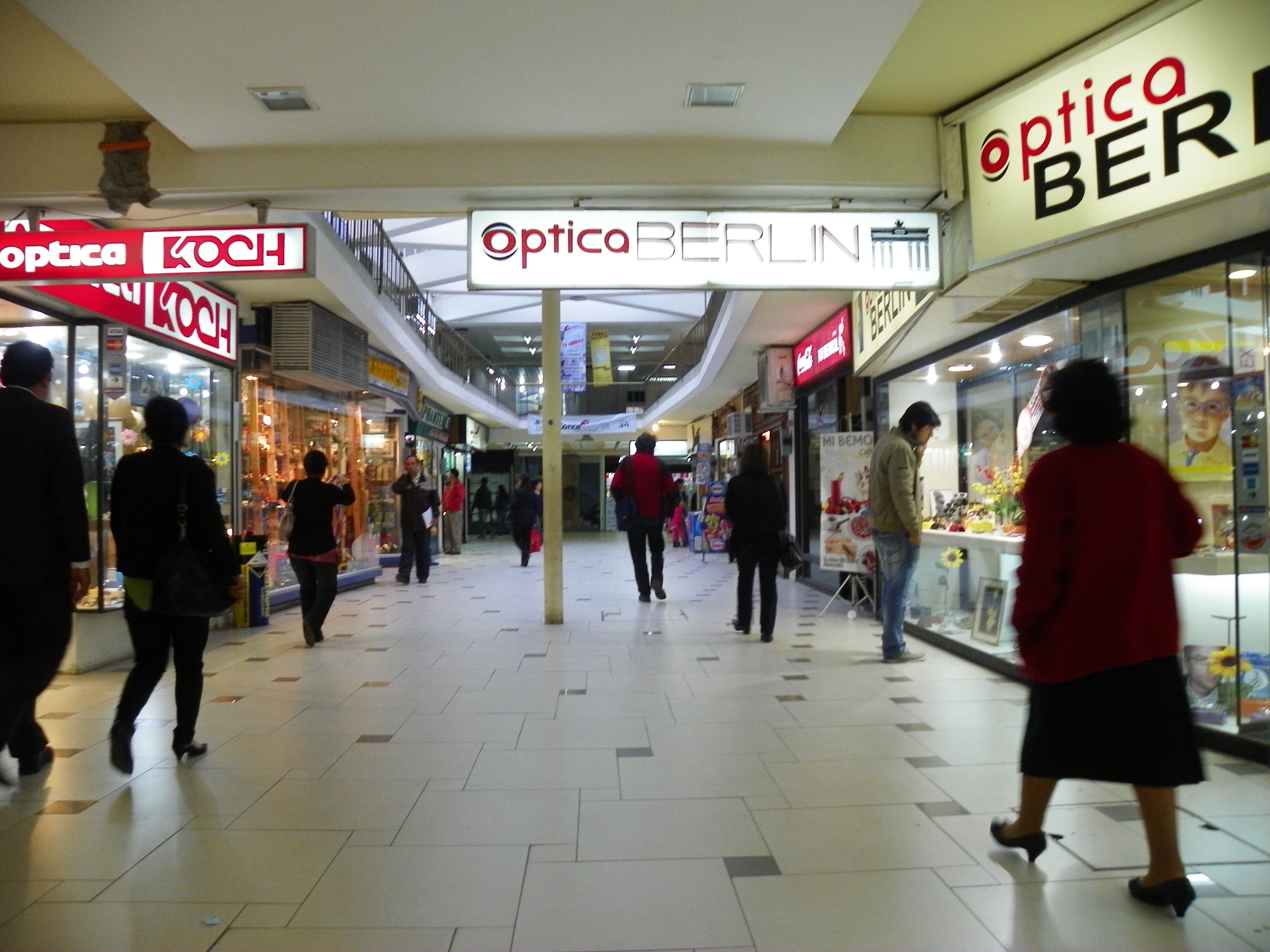
Galería Universitaria en 2011.

La primera galería comercial que se construyó en Concepción fue La Moliat, construida en 1900, ubicada en la calle Freire en donde actualmente está emplazada la galería Musalem.
Las primeras de las galerías presentes en la actualidad fueron construidas en la década de 1940, luego del terremoto de 1939. Durante estos años se inauguraron las galerías Martínez, Windsor, Irazabal, Alessandri y el Centro Español. Dicho terremoto destruyó entre otras muchas edificaciones el Portal Cruz, en cuya ubicación se emplazó parcialmente la galería Tomás Olivieri, en 1951.
En 2001 alcanzaba el 65% de las áreas de servicio de la intercomuna y se convirtieron en elemento urbano identitario de la capital regional del Biobío.[cita requerida] La última en ser construida fue la galería Italia II, en 2009.
En 2011, luego del terremoto de 2010 se cerró la galería Central, construida en 1964 y que conectaba con la galería Lido.
En 2012 la Corporación para la Regionalización del Bio-Bío (CORBIOBIO) inició la llamada «Ruta Patrimonial Galerías de Concepción», una iniciativa consistente en tours informativos y educativos gratuitos por distintas galerías comerciales de la ciudad, con el fin de dar a conocer su riqueza patrimonial y promover su cuidado y preservación.

## Valor patrimonial
Las galerías poseen distintos estados de conservación, y mientras las hay con una arquitectura y diseños de alto nivel que se ha sabido aprovechar y mantener, otras están muy deterioradas, mal iluminadas y con mala accesibilidad para discapacitados. Para el arquitecto Hermann Eikhof, pese a las iniciativas que ha habido por intentar homogeneizar una red de galerías en la ciudad de Concepción, sus construcciones en distintas épocas sin una visión integradora con las demás, así como el hecho de que cada una pertenezca a privados independientes, dificulta la integración y mejoras de la red.

## Lista de galerías
Las cuarenta y cinco galerías actuales son las siguientes:
| #  | Galería                                            | Construcción | Niveles | Arquitecto                                                                            |
| -- | -------------------------------------------------- | ------------ | ------- | ------------------------------------------------------------------------------------- |
| 1  | Adauy                                              | 1951         |         |                                                                                       |
| 2  | Alessandri                                         | 1945         |         | A. Aguilera                                                                           |
| 3  | Amanecer                                           | 1982         | 2       | Víctor Lobos                                                                          |
| 4  | Boulevar Gascón                                    | 1978         | 3       |                                                                                       |
| 5  | Caracol (antes El Corregidor)                      | 1980         | 8       | Víctor Lobos L., Víctor Lobos del F. y Germán Jiménez                                 |
| 6  | Carlos Akel                                        | Años 1960    |         |                                                                                       |
| 7  | Centro Español                                     | 1945         | 4       | Edmundo Buddemberg                                                                    |
| 8  | Chacur, Centro Comercial                           | Años 1960    | 3       |                                                                                       |
| 9  | Colo-Colo                                          | Años 1970    | 2       |                                                                                       |
| 10 | Colonial                                           | 1985         |         |                                                                                       |
| 11 | Giacaman                                           | 1957         |         | Jorge Velasco y Fernando López                                                        |
| 12 | Grace                                              | 1958         | 1       |                                                                                       |
| 13 | Iconsa                                             | 1956         | 1       | Gabriela González de Léniz y Edmundo Buddemberg                                       |
| 14 | Internacional                                      | 1970         | 2       |                                                                                       |
| 15 | Irazabal                                           | 1943         | 3       | Santiago Aguirre e Inés Frei                                                          |
| 16 | Italia (I) (o Giacaman III)                        | 1975         | 1       |                                                                                       |
| 17 | Italia (II)                                        | 2009         | 2       |                                                                                       |
| 18 | Juan Villa                                         | 1950         | 2       |                                                                                       |
| 19 | La Hechicera                                       | 1979         | 2       |                                                                                       |
| 20 | Las Araucarias                                     | 1990         | 3       |                                                                                       |
| 21 | Las Palmas                                         | 1980         | 2       |                                                                                       |
| 22 | Lido (o Iconsa II)                                 | 1962-64      |         | Gabriela González y Osvaldo Cáceres                                                   |
| 23 | Los Arrayanes                                      | 1990         |         |                                                                                       |
| 24 | Maipú                                              | 1963         | 1       | Alejandro Rodríguez y Javier «Maco» Gutiérrez                                         |
| 25 | Mairén                                             | 1980         |         |                                                                                       |
| 26 | Martínez                                           | 1940         |         |                                                                                       |
| 27 | Montserrat                                         | 1977         |         |                                                                                       |
| 28 | Musalem, Pasaje                                    | 1971-75      | 2       | Alejandro Rodríguez                                                                   |
| 29 | O'Higgins                                          | 1972         |         |                                                                                       |
| 30 | Palet                                              | 1977         |         |                                                                                       |
| 31 | Panamericana (Interamericana o Cámara de Comercio) | 1964         | 1       | Ricardo Hempel                                                                        |
| 32 | Plaza                                              | 1976         |         | Alejandro Rodríguez, Osvaldo Cáceres, Pedro Tagle y Gabriela González                 |
| 33 | Ramos                                              | 1958         | 3       | Fernando Moscoso                                                                      |
| 34 | Remodelación Catedral                              | Años 1970    | 2       | Roberto Goycolea Infante                                                              |
| 35 | Rengo                                              | 2014         |         |                                                                                       |
| 36 | Rialto                                             | 1954         |         |                                                                                       |
| 37 | Rividal                                            | Años 1960    |         |                                                                                       |
| 38 | Romano                                             | 1964         |         |                                                                                       |
| 39 | Santander (antes Banco Español)                    | 1964         | 1       |                                                                                       |
| 40 | Tomás Olivieri P.                                  | 1951         | 2       | Schneider-Vergara y Pablo Vicuña Díaz                                                 |
| 41 | Torre Ligure                                       | Años 1990    | 1       |                                                                                       |
| 42 | Universidad de Concepción (antes Universitaria)    | 1958         | 3       | Gabriela González, Osvaldo Cáceres González, Edmundo Buddemberg y Alejandro Rodríguez |
| 43 | Windsor                                            | Años1940     | 3       |                                                                                       |
| 44 | Ymca                                               | Años 1990    | 1       |                                                                                       |
| 45 | Zaror                                              | 1980         | 1       |                                                                                       |

Entre los distintos arquitectos que participaron en el diseño de algunas de las galerías destacan connotadas figuras que diseñaron otras edificaciones de la ciudad. Así, por ejemplo, Osvaldo Cáceres González y Alejandro Rodríguez diseñaron la Casa del Arte de la Universidad de Concepción, en tanto que Gabriela González y Edmundo Buddemberg diseñaron su Arco de Medicina.
De acuerdo a una investigación realizada el año 2006, una de las galerías más concurridas es la Galería Martínez, pese a no ser una de las mejor mantenidas.

### Galerías en comunas aledañas
Otras comunas del Gran Concepción también poseen algunas galerías:
- Galería Ruiz-Tagle: en Talcahuano
- Galería España: en Talcahuano
- Galería Las Camelias: en Coronel
- Galería Renacer: en Coronel
- Galería Orellana: en Lota